# Federazione calcistica del Burkina Faso
La Fédération burkinabé de football o FBF è l'organismo di governo del calcio in Burkina Faso.
Fondata nel 1960 nell'allora Alto Volta come Fédération voltaïque de football, si affiliò nel 1964 alla FIFA e alla CAF.
Dal 1984, con il cambio del nome del Paese in Burkina Faso, ha il nome attuale.
Ha sede nella capitale Ouagadougou e controlla il campionato nazionale, la coppa nazionale e la Nazionale del paese.